# Batillaria attramentaria
Batillaria attramentaria är en snäckart som först beskrevs av G. B. Sowerby II 1855.  Batillaria attramentaria ingår i släktet Batillaria och familjen Batillariidae. Inga underarter finns listade i Catalogue of Life.

## Bildgalleri

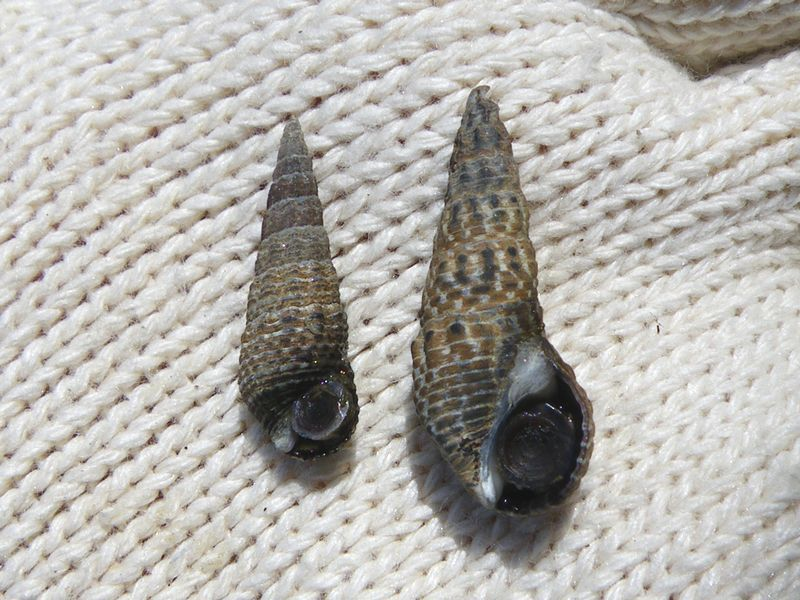